# DoReDos
DoReDoS es un grupo musical originario de Rîbnița, Transnistria, Moldavia. El trío está compuesto por Marina Djundiet, Eugeniu Andrianov y Sergiu Mîța.
En 2017 ganaron el concurso New Wave 2017 representando a Moldavia.
DoReDos intentó representar a su país en tres oportunidades en el Festival de la Canción de Eurovisión. No fueron seleccionados en los años 2015 y 2016, pero ganaron su pase al Eurovisión 2018 con el tema "My Lucky Day". En el evento organizado en Lisboa, Portugal, finalizaron en el décimo lugar de la competencia.

## Discografía

### Sencillos
| Title          | Year | Album |
| -------------- | ---- | ----- |
| "Maricica"     | 2015 |       |
| "FunnyFolk"    | 2016 |       |
| "My Lucky Day" | 2018 |       |